# Temps mort (web-série)
Pour les articles homonymes, voir Temps mort (homonymie).
Temps mort (Time out) est une web série canadienne de science-fiction post-apocalyptique qui s'étale sur 3 saisons pour un total de 40 épisodes. Créée par Éric Piccoli et Julien Deschamps Jolin, la série a d'abord été une série autofinancée par Babel films (saison 1) avant d'être supportée par la branche web de la Société Radio-Canada. 
La trilogie est disponible gratuitement sur YouTube.

## Synopsis
Le 13 septembre 2013, Joël apprend que son père, victime d’un AVC, est hospitalisé à Rouyn-Noranda. Au même moment, un cataclysme survient... l’électricité est coupée et de la neige tombe soudainement sur Montréal. 255 jours plus tard, il n’y a plus rien, tout est gelé et rien n’est revenu comme avant. Joël et Chloé, une autre survivante, poursuivent leur périple vers le sud à la recherche de survivants et d’un peu de chaleur. Après des semaines de marche, Joël et Chloé aboutissent finalement dans une communauté de survivants. Pensant alors avoir trouvé l’oasis, ils oublient pour un instant que les dangers du froid sont toujours là. Ils feront rapidement face à un mal beaucoup plus grand : les rapports humains dans des situations extrêmes. Comment les lois et les mœurs d’avant se transforment lorsque la fin du monde arrive? Et si la fin du monde arrivait chez vous?

## Équipe

### Production
- Marco Frascarelli (Babel films) : Saisons 1 à 3
- Eric Piccoli : Saisons 1 à 3
- Roberto Mei : Saisons 2 et 3
- Pierre-Mathieu Fortin (pour Radio-Canada) : Saisons 2 et 3

### Réalisation
- Eric Piccoli : Saisons 1 à 3

### Scénarisation
- Eric Piccoli : Saisons 1 à 3
- Julien Deschamps Jolin : Saisons 1 et 3
- Mario J. Ramos : Saisons 2 et 3
- Félix Rose : Saison 3
- Jean-François Rivard : conseiller au scénario pour la saison 3

### Distribution
- Julien Deschamps Jolin : Joël
- Élisabeth Locas : Chloé
- Joël Gauthier : Mathieu
- Marc Fournier' : Max
- Jean-Nicolas Verreault : Philippe
- Pierre Verville : Raymond
- André Nadeau : Louis
- Mathieu Dufresne : Carl
- Valérie Lillo-Gervais : Marie-Michèle
- Audrey Rancourt-Lessard : Frédérique
- Viviane Audet : Annie
- Igor Ovadis : Gérard
- Marie-Ginette Guay : Thérèse
- Lily Thibeault : Zoé
- Élizabeth Anne : Orélie
- Stéphane Vigeant : Caissier
- Simon Fontaine : Commis
- Roberto Mei : Voix à la radio
- Martin Laberge : hôte de la fête

## Nomination et récompenses
- Nomination aux International Digital Emmy Awards[2] 2013 – Digital program : Fiction
- Gagnant « Meilleure série pour les nouveaux médias » – Prix Gémeaux [3] – 2012 (Canada)
- Nomination aux International Digital Emmy Awards[2] 2012 - Digital program : Fiction
- Nomination Gala des Prix Gémeaux 2011[4] – Série de fiction nouveaux médias
- Gagnant « Best Online Drama » – Banff World Media Festival[3] – 2011 (Canada)
- Sélection Banff World Media Festival – 2011 (Canada)
- Nomination Prix NUMIX – 2011 (Canada)
- Sélection Webtivi Festival – 2011 (France)
- Nomination Gala des Prix Gémeaux 2010 – Série de fiction nouveaux médias
- Sélection Festival Tous Écrans – 2010 (Suisse)
- Sélection Festival Fantasia – 2009 (Canada)
- Sélection Festival Spasm – 2009 (Canada)

## Détails techniques
Saison 1 : L’hiver éternel, 10 épisodes X 5 minutes, Durée totale (moyen métrage): 45 minutes, Format": HD 1440 × 1080 – 24 ips, Ratio image : 2.35 :1 (scope)
Saison 2 : Sur la route, 17 épisodes X 8 minutes, Format court : 23 épisodes X 5 minutes, Durée totale (long métrage) : 115 minutes, Format : HD 1920 X 1080 – 24 ips, Ratio image : 2.35:1 (scope)
Saison 3 : La communauté, 13 épisodes X 10 minutes, Durée totale (long métrage) : 143 minutes, Format : HD 1920 X 1080 – 24 ips, Ratio image : 2.35 :1 (scope)